# Ausonius (Dichter)
Decim(i)us Magnus Ausonius, deutsch selten auch Auson (* um 310 in Burdigala; † 393 oder 394), war ein hoher gallo-römischer Staatsbeamter, Prinzenerzieher und Dichter der Spätantike. Heute ist er vor allem für seine in Versform verfasste Reisebeschreibung Mosella bekannt.

## Leben
Ausonius wurde 310 in Burdigala (heute Bordeaux) als zweites von vier Kindern geboren. In seiner Schrift parentalia überliefert er die Namen mehrerer bereits verstorbener Familienmitglieder. Er war der Sohn des bei Marcellus Burdigalensis erwähnten Arztes Iulius Ausonius und der Aemilia Aeonia. Während sein Vater aus einfachen Verhältnissen stammte, war die Familie seiner Mutter ein vornehmes Geschlecht der Haeduer. Seine drei Geschwister sollte er alle überleben.
Ausonius wuchs bei seiner Großmutter Aemilia Maura auf und studierte dann in seiner Heimatstadt sowie in Tolosa (heute Toulouse) unter der Obhut seines Onkels Aemilius Magnus Arborius, dem er ein Dankgedicht widmete, Rhetorik und freie Künste; ab 345 war er dort als ein angesehener Lehrer der Grammatik und Rhetorik tätig. Zu seinen Schülern zählte auch Paulinus, der spätere Bischof von Nola. Seine aus einer vornehmen Senatorenfamilie stammende Ehefrau Attusia Lucana Sabina, mit der er drei Kinder hatte, starb jung mit 28 Jahren. Ihren Tod sollte Ausonius sein Leben lang bedauern. Der im Westen Roms regierende Kaiser Valentinian I. berief Ausonius wahrscheinlich 365 an seinen Hof nach Trier, um dort am Kaiserhofe eine Stelle als Lehrer und Erzieher von Valentinians ältestem Sohn Gratian anzutreten, der von Ausonius geprägt wurde. Ausonius reiste in einer Kutsche über die Römerstraße, die heute seinen Namen trägt (Ausoniusstraße), von Mogontiacum über den Hunsrück nach Trier.
Nach einem kaiserlichen Feldzug gegen die Alamannen und Burgunden 365–367, an dem er als Kriegsberichterstatter teilnahm, fand er das Alamannenmädchen Bissula aus der Gegend der Donauquellen (Baar) unter der Kriegsbeute. Er verliebte sich in die Frau, und Kaiser Valentinian I. schenkte sie ihm. Ausonius heiratete sie rechtmäßig als freie römische Bürgerin und nahm sie mit nach Italien. Sie inspirierte ihn zu dem nach ihr benannten Liederzyklus Liebesgedichte an die blauäugige, blonde Germanin. 370 oder 371 wurde er zum comes und 375 zum Quaestor sacri palatii erhoben. Dies waren im späten Römischen Reich hohe Hofämter, die auch die Wertschätzung belegen, die Ausonius genoss, der allerdings auch zuweilen äußerst opportunistisch agierte. Valentinian I. starb 375, doch Ausonius’ Karriere setzte sich unter dem neuen Kaiser Gratian fort. Im Jahre 378 wurde er Prätorianerpräfekt von Gallien und bekleidete 379 das noch immer sehr prestigeträchtige Konsulat. Auch sein Sohn Hesperius stieg zu hohen Ämtern auf, was Ausonius der Gunst des Kaisers zu verdanken hatte. Nach der Ermordung Gratians 383 wurde Ausonius zunächst von Magnus Maximus festgehalten, konnte aber spätestens nach dessen Tod 388 auf sein Landgut in die gallische Heimat zurückkehren und widmete sich dort eifrig seinen literarischen Werken. Kaiser Theodosius I. brachte seine Wertschätzung für Ausonius zum Ausdruck, indem er ihn schriftlich um Übersendung seiner Werke bat. In Burdigala verstarb Ausonius nach 393.
Es ist wahrscheinlich, dass Ausonius Christ war, dem Heidentum aber dennoch recht nahestand. Für ersteres spricht, dass seine Werke christliche Einflüsse verraten, für letzteres seine Freundschaft mit Quintus Aurelius Symmachus, einem dezidierten Anhänger der altrömischen Religion. Die religiöse Zugehörigkeit konnte im Rom des 4. Jahrhunderts jedoch Schwankungen unterliegen.
Ausonius besaß in Lucaniacus im heutigen Bereich Saint-Émilion ein Weingut. Möglicherweise befand es sich an der Stelle, wo heute das nach ihm benannte Château Ausone existiert. Nach jüngeren Erkenntnissen könnte es sich jedoch um das Château La Gaffelière handeln.

## Werke

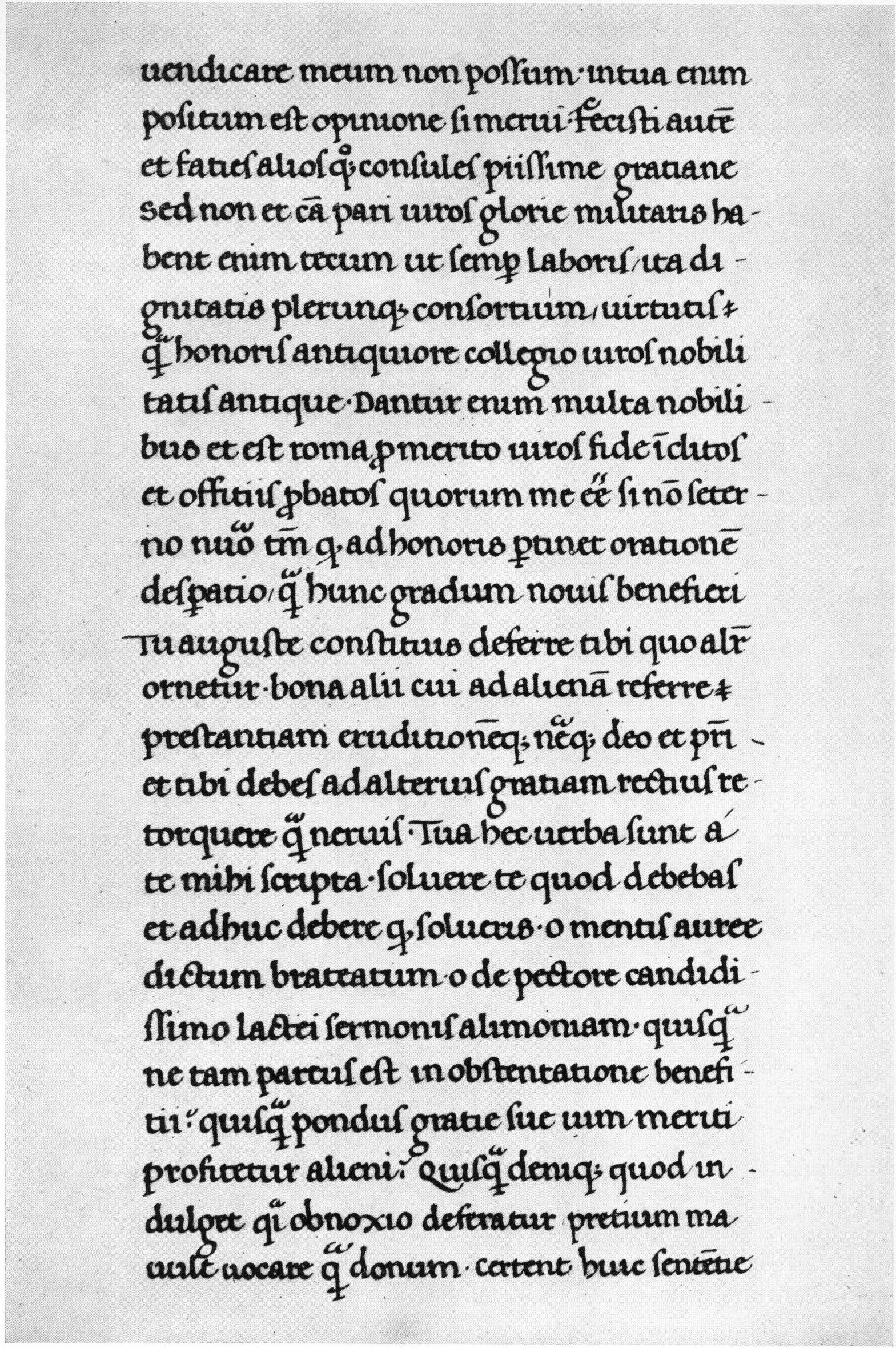
Dankrede des Ausonius vor Kaiser Gratian für die Verleihung des Konsulats im Jahr 379. Handschrift: Biblioteca Apostolica Vaticana, Barb. lat. 150 (15. Jahrhundert)

Ausonius war mit der gesamten römischen Literatur vertraut. Seine Werke stellen eine wichtige kulturhistorische Quelle für seine Zeit dar und können sich mit den klassischen Werken der lateinischen Dichtung messen.
Die Reisebeschreibung Mosella (genannt „Moselgedichte“ und „Mosellied“) aus dem Jahr 375 in 483 Hexametern beschreibt seine Eindrücke auf der römischen Militärverbindung von Mainz (Mogontiacum) über Bingen (Bingium) und Neumagen (Noviomagus) nach Trier (Augusta Treverorum), die er 368 selbst bereist hatte. Die nach Konrad Peutinger benannte Peutingersche Tafel bezeugt, dass diese Straße, die heute Via Ausonia (Ausoniusstraße) genannt wird, wirklich existierte. An ihr befinden sich u. a. Belginum und Dumnissus. Bei Tacitus wird diese Verbindung über den Hunsrück indirekt bereits früher erwähnt.
Weitere Werke:
- Bissula, Liederzyklus über das gleichnamige Alemannen-Mädchen
- Cento nuptialis
- Cupido cruciatus
- Caesares, eine Gedichtesammlung, die die Kaiser bis Elagabal behandelt
- Eclogae
- Fasti
- Gratiarum actio
- Griphus ternarii numeri
- Ludus Septem Sapientum (Das Spiel der Sieben Weisen)
- Ordo urbium nobilium, Gedichtzyklus über die wichtigsten Städte des Römischen Reiches: Rom, Konstantinopel, Karthago, Antiochia, Alexandria, Trier, Mailand, Capua, Aquileia, Arles, Emerita Augusta, Córdoba, Tarragona, Braga, Athen, Syrakus, Catania, Toulouse, Narbonne und Bordeaux.
- Precationes variae
- Versus Paschales, ein Ostergebet für Valentinian I. mit nizänischem Trinitätsbekenntnis
- Briefwechsel, u. a. mit seinem Schüler und Freund Paulinus Nolanus
- Verloren ist etwa eine Kaiserdichtung (Tyranni), als deren Quelle das Werk des Eusebius von Nantes gedient hat.

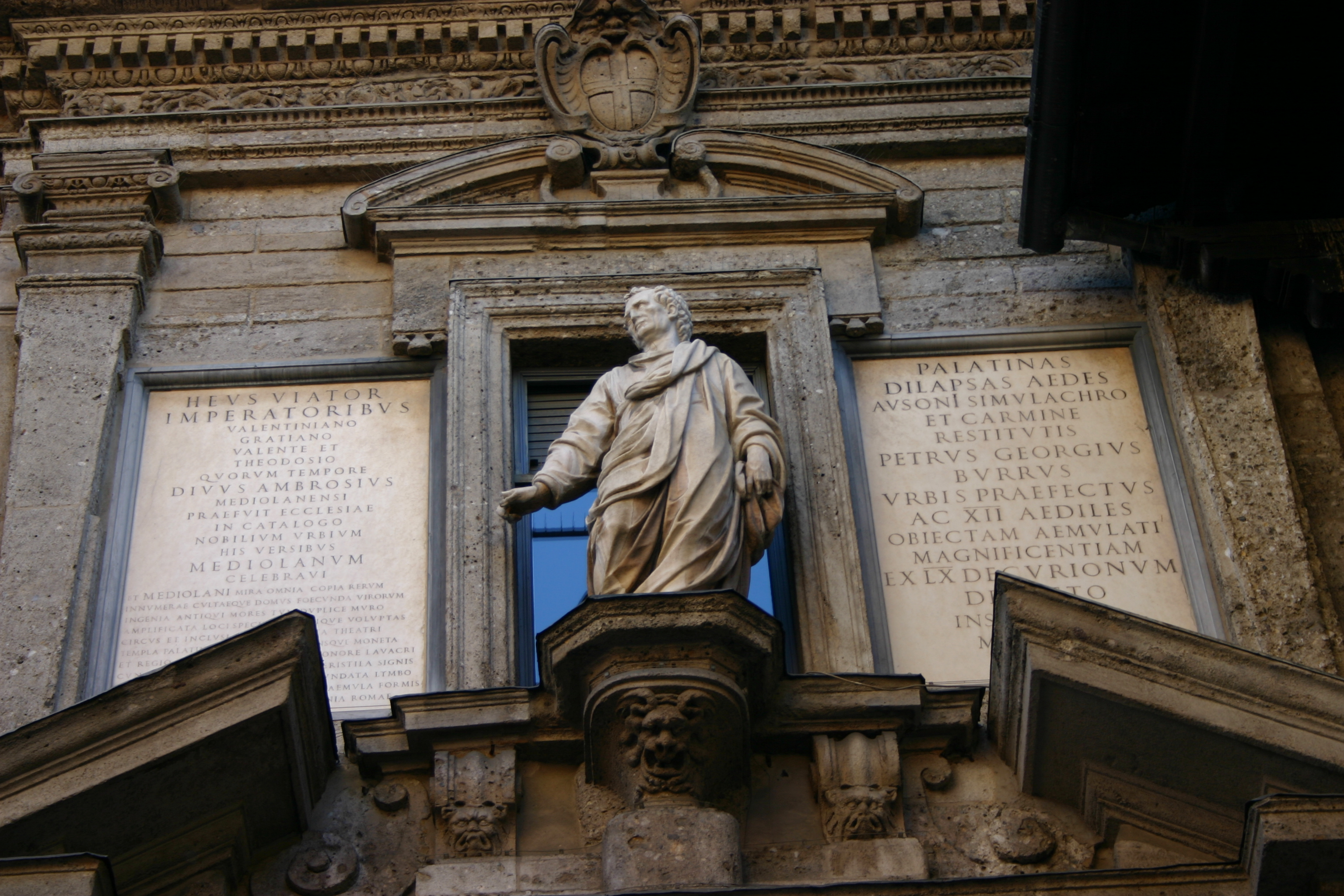
Giovanni Pietro Lasagna, Ausonius-Monument in Mailand

## Rezeption
Nach dem Vorbild der Mosella besang der junge Ulrich von Hutten in seinem 1506 verfassten Text In laudem carmen Marchiae die Oder und ihre Fische.
Die oben schon erwähnte, von Ausonius auf seiner Moselreise befahrene Straße heißt heute Ausoniusstraße oder Ausoniusweg, ist 118 km lang und führt von Trier nach Bingen am Rhein und Mainz. Zudem ist die Ausoniusstraße in Trier nach Ausonius benannt.
Wegen der Lage am Ausoniusweg trägt in Seibersbach im Hunsrück das Dorfgemeinschaftshaus seit März 2015 den Namen Ausoniushalle. In Trier gibt es eine Ausonius-Grundschule und in Kirchberg (Hunsrück) eine Ausonius-Realschule plus und ein Ausonius-Gymnasium.
An der Universität Trier ist der Förderverein für die altertumswissenschaftlichen Fächer nach Ausonius benannt. Auch wird hier der Ausonius-Preis einmal jährlich in Anerkennung einer herausragenden wissenschaftlichen Arbeit auf dem Gebiet der Klassischen Philologie oder der Alten Geschichte oder in Anerkennung eines wissenschaftlichen Gesamtwerkes auf dem Gebiet der genannten Fächer verliehen.

## Ausgaben und Übersetzungen
- Paul Dräger (Hrsg.): Mosella (lateinisch–deutsch). Paulinus-Verlag, Trier 2001, ISBN 3-87760-167-7 (und andere Übersetzungen).
- Paul Dräger (Hrsg.): Sämtliche Werke (lateinisch-deutsch, mit Kommentar). 3 Bände Kliomedia. Band 1: (Auto-)biographische Werke, Trier 2012, ISBN 978-3-89890-176-5; Band 2: Trierer Werke, Trier 2011, ISBN 978-3-89890-158-1; Band 3: Spätwerke aus Bordeaux, Trier 2015, ISBN 978-3-89890-193-2.
- Paul Dräger (Hrsg.): Mosella, Bissula, Briefwechsel mit Paulinus Nolanus. Lateinisch-deutsch. Düsseldorf, Zürich 2002 (Sammlung Tusculum).
- Paul Dräger (Hrsg.): Mosella. Lateinisch-deutsch. Düsseldorf, Zürich 2004 (Tusculum Studienausgaben).
- Karl Schenkl (Hrsg.): Auctores antiquissimi 5,2: D. Magni Ausonii Opuscula. Berlin 1883 (Monumenta Germaniae Historica, Digitalisat)
- Roger Green: The Works of Ausonius. Oxford University Press, Oxford 1991.
- Roger Green: Ausonius Opera. Oxford University Press, Oxford 1999, ISBN 0-19-815039-3.
- Joachim Gruber: D. Magnus Ausonius. Mosella. Kritische Ausgabe, Übersetzung, Kommentar. de Gruyter, Berlin/Boston 2013. Kritische Fachbesprechung durch Paul Dräger, in: Kurtrierisches Jahrbuch 53, 2013, S. 436–443.
- Hugh G. Evelyn White: Ausonius. With an English Translation. Loeb Classical Library. Heinemann, London 1919. Bd. 1 Bd. 2